# 8 części prawdy
8 części prawdy (ang. Vantage Point) – amerykański thriller z 2008 roku.

## Fabuła
Thomas i Kent to agenci wyznaczeni do ochrony prezydenta. Podczas wizyty w Hiszpanii dochodzi do zamachu na jego życie. Jednym ze świadków zdarzenia jest Howard Lewis. Wśród tłumu jest również producentka wiadomości Rex Brooks, która przekazuje na żywo bieżące wydarzenia milionom telewidzów na całym świecie. Ich relacje pozwalają ułożyć elementy łamigłówki w całość i odkryć przerażającą prawdę.

## Obsada
- Dennis Quaid jako Thomas Barnes
- Matthew Fox jako Kent Taylor
- Forest Whitaker jako Howard Lewis
- Bruce McGill jako Phil McCullough
- Édgar Ramírez jako Javier
- Saïd Taghmaoui jako Suarez
- Ajjelet Zurer jako Veronica
- Zoe Saldaña jako Angie Jones
- Sigourney Weaver jako Rex Brooks
- William Hurt jako prezydent Ashton
- James LeGros jako Ted Heinkin
- Eduardo Noriega jako Enrique

## Produkcja
Zdjęcia kręcono w Hiszpanii (Salamanka) i Meksyku (miasto Meksyk, Cuernavaca, Puebla).